# Phellodendron amurense
Arbre au liège de l'Amour
Espèce
Classification APG III (2009)
Phellodendron amurense, ou l’arbre au liège de l'Amour, est une espèce de plantes à fleurs du genre Phellodendron. C'est un arbre originaire de l'Asie orientale.

## Utilisation
Son écorce, ainsi que celle de l’espèce voisine Phellodendron chinense, est l’une des cinquante plantes fondamentales de la médecine traditionnelle chinoise, sous le nom de Huáng bǎi.

## Répartition
On trouve l'espèce au nord de la Chine, en Extrême-Orient de Russie, en Corée et au Japon.

## Écologie
Comme les autres Phellodendrons, c'est une plante hôte importante pour les chenilles de Papilio maackii, Papilio bianor, Papilio xuthus, etc.